# Siemens AX72
El Siemens AX72 es un teléfono móvil presentado por Siemens en octubre de 2005. Su peso es de 79 gramos y sus dimensiones son de 105,6 x 46,8 x 17,5 mm. Su pantalla es LCD CSTN de 65K colores. La batería del teléfono proporciona 5 horas de tiempo de conversación o hasta 220 horas si se deja en modo stand-by. Envía y recibe SMSs.
Una de las críticas que se le hace al modelo es la facilidad para retirar la trampilla de acceso a la batería de forma involuntaria, incluso en conversaciones.

## Características
- GSM tribanda 900/1800/1900 MHz
- Datos : GPRS Clase 8 (4+1 slots), 32 - 40 kbit/s. WAP 1.2.1
- Batería : Li-ion de 600 mAh
  - Tiempo de espera : hasta 220 horas
  - Tiempo de conversación : hasta 300 minutos
- Pantalla : CSTN 128 x 128 pixels a 65536 colores.
- Tamaño : 105,6 x 46,8 x 17,5 mm
- Peso : 79 gramos
- Volumen : 85 cm³
- Carcasa : no intercambiable en color negro basalto. En el frontal keypad, D-pad y dos teclas de opciones. En la parte baja conector Siemens Lumberg. En la trasera trampilla de la batería,
- Conectividad : USB y RS-232 (sobre el conector Siemens Lumberg)
- Antena : 1 antena integrada (GSM)
- Memoria flash : 1,5 Megabytes
- Mensajes : SMS, MMS, EMS. Escritura inteligente T9
- Timbres : polifónicos de 32 canales, MIDI
- Cámara digital : soporta un accesorio externo con cámara de 0,3 Megapíxels a 640 x 48 máximo
- Java MIDP 1.0, soporta juegos y aplicaciones Java instalables.Sin juegos preinstalados.
- Tarjeta SIM: Mini-SIM de 1,8 o 3,0 voltios
- Agenda telefónica: En la agenda telefónica se pueden almacenar hasta 500 registros que se gestionan en la memoria del teléfono.
- Organizador : despertado, calendario, citas, notas, franjas horarias
- Otros: admite marcación por voz y vibrador. Memoria de 10 últimas llamadas realizadas/recibidas/perdidas. Manos libres